# Попина
По́пина (болг. Попина) — село в Силістринській області Болгарії. Входить до складу общини Ситово.

## Населення
За даними перепису населення 2011 року у селі проживали 619 осіб.
Національний склад населення села:
| Національність   | Кількість осіб | Відсоток |
| ---------------- | -------------- | -------- |
| болгари          | 573            | 98,8%    |
| турки            | 3              | 0,5%     |
| цигани           | 0              | 0%       |
| інша             | 4              | 0,7%     |
| не визначились   | 0              | 0%       |
| Всього відповіли | 580            |          |

Розподіл населення за віком у 2011 році:
Динаміка населення: